# Episodi di Doctor Who (serie televisiva 1963) (quarta stagione)
Questa voce contiene l'elenco dei 43 episodi della quarta stagione della serie TV Doctor Who. Nel corso di questa stagione, William Hartnell lasciò la serie per motivi di salute e fu sostituito da Patrick Troughton che divenne il Secondo Dottore, rigeneratosi dal primo. In Inghilterra questi episodi sono stati trasmessi dal 10 settembre 1966 al 1º luglio 1967 e sono tuttora inediti in Italia.
Come per tutte le stagioni della serie classica, gli episodi vengono suddivisi in "macrostorie" (in inglese, serial) con una propria continuità narrativa e un proprio titolo, qui indicato nella colonna "Titolo serial" della tabella.
La quasi totalità di questi episodi (indicata con P) è andata perduta, compresa l'ultima parte del serial Il decimo pianeta che vede il primo Dottore rigenerarsi nel secondo. Alcuni episodi (indicati con A) sono stati ricostruiti attraverso l'animazione.
Alcuni episodi sono stati animati nonostante esistano nell'archivio per offrire una visione estetica uniforme agli altri episodi animati dei serial.
| nº | Titolo originale                    | Titolo italiano       | Prima TV UK       | Prima TV Italia | Titolo serial           |
| -- | ----------------------------------- | --------------------- | ----------------- | --------------- | ----------------------- |
| 1  | The Smugglers I (P)                 | I contrabbandieri I   | 10 settembre 1966 | inedito         | The Smugglers           |
| 2  | The Smugglers II (P)                | I contrabbandieri II  | 17 settembre 1966 | inedito         | The Smugglers           |
| 3  | The Smugglers III (P)               | I contrabbandieri III | 24 settembre 1966 | inedito         | The Smugglers           |
| 4  | The Smugglers IV (P)                | I contrabbandieri IV  | 1º ottobre 1966   | inedito         | The Smugglers           |
| 5  | The Tenth Planet I                  | Il decimo pianeta I   | 8 ottobre 1966    | inedito         | The Tenth Planet        |
| 6  | The Tenth Planet II                 | Il decimo pianeta II  | 15 ottobre 1966   | inedito         | The Tenth Planet        |
| 7  | The Tenth Planet III                | Il decimo pianeta III | 22 ottobre 1966   | inedito         | The Tenth Planet        |
| 8  | The Tenth Planet IV (P) (A)         | Il decimo pianeta IV  | 29 ottobre 1966   | inedito         | The Tenth Planet        |
| 9  | The Power of the Daleks I (P) (A)   |                       | 5 novembre 1966   | inedito         | The Power of the Daleks |
| 10 | The Power of the Daleks II (P) (A)  |                       | 12 novembre 1966  | inedito         | The Power of the Daleks |
| 11 | The Power of the Daleks III (P) (A) |                       | 19 novembre 1966  | inedito         | The Power of the Daleks |
| 12 | The Power of the Daleks IV (P) (A)  |                       | 26 novembre 1966  | inedito         | The Power of the Daleks |
| 13 | The Power of the Daleks V (P) (A)   |                       | 1º dicembre 1966  | inedito         | The Power of the Daleks |
| 14 | The Power of the Daleks VI (P) (A)  |                       | 3 dicembre 1966   | inedito         | The Power of the Daleks |
| 15 | The Highlanders I (P)               |                       | 17 dicembre 1966  | inedito         | The Highlanders         |
| 16 | The Highlanders II (P)              |                       | 24 dicembre 1966  | inedito         | The Highlanders         |
| 17 | The Highlanders III (P)             |                       | 31 dicembre 1966  | inedito         | The Highlanders         |
| 18 | The Highlanders IV (P)              |                       | 7 gennaio 1967    | inedito         | The Highlanders         |
| 19 | The Underwater Menace I (P)(A)      |                       | 14 gennaio 1967   | inedito         | The Underwater Menace   |
| 20 | The Underwater Menace II(A)         |                       | 21 gennaio 1967   | inedito         | The Underwater Menace   |
| 21 | The Underwater Menace III(A)        |                       | 28 gennaio 1967   | inedito         | The Underwater Menace   |
| 22 | The Underwater Menace IV (P)(A)     |                       | 4 febbraio 1967   | inedito         | The Underwater Menace   |
| 23 | The Moonbase I (P) (A)              |                       | 11 febbraio 1967  | inedito         | The Moonbase            |
| 24 | The Moonbase II                     |                       | 18 febbraio 1967  | inedito         | The Moonbase            |
| 25 | The Moonbase III (P) (A)            |                       | 25 febbraio 1967  | inedito         | The Moonbase            |
| 26 | The Moonbase IV                     |                       | 3 marzo 1967      | inedito         | The Moonbase            |
| 27 | The Macra Terror I (P) (A)          |                       | 11 marzo 1967     | inedito         | The Macra Terror        |
| 28 | The Macra Terror II (P) (A)         |                       | 18 marzo 1967     | inedito         | The Macra Terror        |
| 29 | The Macra Terror III (P) (A)        |                       | 25 marzo 1967     | inedito         | The Macra Terror        |
| 30 | The Macra Terror IV (P) (A)         |                       | 1º aprile 1967    | inedito         | The Macra Terror        |
| 31 | The Faceless Ones I (A)             |                       | 8 aprile 1967     | inedito         | The Faceless Ones       |
| 32 | The Faceless Ones II (P) (A)        |                       | 15 aprile 1967    | inedito         | The Faceless Ones       |
| 33 | The Faceless Ones III (A)           |                       | 22 aprile 1967    | inedito         | The Faceless Ones       |
| 34 | The Faceless Ones IV (P) (A)        |                       | 29 aprile 1967    | inedito         | The Faceless Ones       |
| 35 | The Faceless Ones V (P) (A)         |                       | 6 aprile 1967     | inedito         | The Faceless Ones       |
| 36 | The Faceless Ones VI (P) (A)        |                       | 13 maggio 1967    | inedito         | The Faceless Ones       |
| 37 | The Evil of the Daleks I (P) (A)    |                       | 20 maggio 1967    | inedito         | The Evil of the Daleks  |
| 38 | The Evil of the Daleks II (A)       |                       | 27 maggio 1967    | inedito         | The Evil of the Daleks  |
| 39 | The Evil of the Daleks III (P) (A)  |                       | 3 giugno 1967     | inedito         | The Evil of the Daleks  |
| 40 | The Evil of the Daleks IV (P) (A)   |                       | 10 giugno 1967    | inedito         | The Evil of the Daleks  |
| 41 | The Evil of the Daleks V (P) (A)    |                       | 17 giugno 1967    | inedito         | The Evil of the Daleks  |
| 42 | The Evil of the Daleks VI (P) (A)   |                       | 24 giugno 1967    | inedito         | The Evil of the Daleks  |
| 43 | The Evil of the Daleks VII (P) (A)  |                       | 1º luglio 1967    | inedito         | The Evil of the Daleks  |

## The Smugglers
- Diretto da: Julia Smith
- Scritto da: Bryan Hayles
- Dottore: Primo Dottore (William Hartnell)
- Compagni di viaggio: Polly Wright (Anneke Wills), Ben Jackson (Michael Craze)

### Trama
Giunti su una costa deserta della Cornovaglia nel XVII secolo, il Dottore ed i suoi compagni rimangono coinvolti in una caccia al tesoro dei pirati e in un'operazione di contrabbando.

## The Tenth Planet
- Diretto da: Derek Martinius
- Scritto da: Kit Pedler, Gerry Davies (episodi II-IV)
- Dottore: Primo Dottore (William Hartnell), Secondo Dottore (Patrick Troughton)
- Compagni di viaggio: Polly Wright, Ben Jackson

### Trama
Il TARDIS si materializza al Polo Sud nella seconda metà degli anni '80, e il Dottore si trova di fronte ad un nuovo temibile nemico: I Ciberniani, esseri cibernetici provenienti da Mondas, il decimo pianeta, che vogliono trasformare tutti gli abitanti del pianeta Terra in Ciberniani. L'avventura si chiude con il Dottore che, anziano ed indebolito, cade a terra nel TARDIS, innescando la sua rigenerazione nel Secondo Dottore.

## The Power of the Daleks
- Diretto da: Christopher Barry
- Scritto da: David Whitaker, Dennis Spooner
- Dottore: Secondo Dottore (Patrick Troughton)
- Compagni di viaggio: Polly Wright (Anneke Wills), Ben Jackson (Michael Craze)

### Trama
L'appena rigenerato Dottore ed i suoi compagni di viaggio, Ben e Polly, che non sanno ancora se considerare come Dottore lo sconosciuto che ora si presenta come tale, arrivano sul pianeta Vulcan, una colonia umana. A sorpresa del Dottore, i coloni, però, acclamano i Dalek come loro padroni; tuttavia scopriranno che c'è qualcosa di più sinistro dietro alla presenza dei Dalek...

## The Highlanders
- Diretto da: Hugh David
- Scritto da: Elwyn Jones, Gerry Davies
- Dottore: Secondo Dottore (Patrick Troughton)
- Compagni di viaggio: Polly Wright (Anneke Wills), Ben Jackson (Michael Craze), Jamie McCrimmon (Frazer Hines)

### Trama
Il TARDIS atterra nella Scozia del 1746, poco prima della Battaglia di Culloden, ed incontra il clan dei McLaren ed il loro suonatore di cornamusa, Jamie McCrimmon. Insieme scoprono di un piano che tradirebbe i ribelli scozzesi, per poi ridurli in schiavitù.

## The Underwater Menace
- Diretto da: Julia Smith
- Scritto da: Geoffrey Orme
- Dottore: Secondo Dottore (Patrick Troughton)
- Compagni di viaggio: Polly Wright (Anneke Wills), Ben Jackson (Michael Craze), Jamie McCrimmon (Frazer Hines)

### Trama
Atterrati con il TARDIS su un'isola vulcanica deserta, il Dottore, Ben, Polly e Jamie vengono catturati e condotti in una località segreta, al disotto del fondale marino. Qui capiscono di essere prigionieri degli ultimi abitanti di Atlantide. Condotti dall'Alto Sacerdote Lolem per essere sacrificati, vengono coinvolti nel piano del Professor Zaroff per riportare la città sommersa in superficie.

## The Moonbase
- Diretto da: Morris Barry
- Scritto da: Kit Pedler

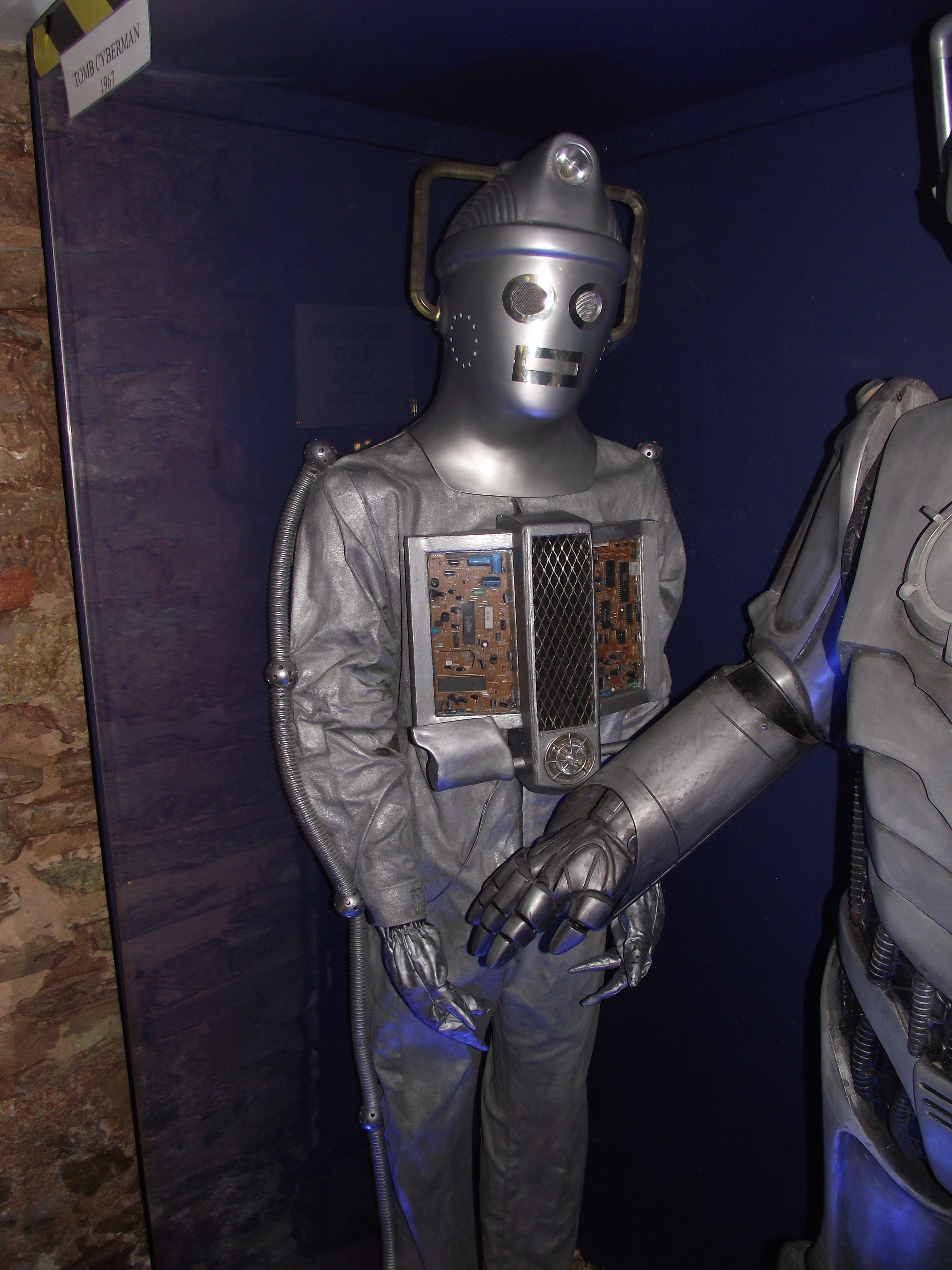
Il nuovo look dei Cybermen nella macrostoria The Moonbase, in mostra alla Doctor Who exhibition di Cardiff.

- Dottore: Secondo Dottore (Patrick Troughton)
- Compagni di viaggio: Polly Wright (Anneke Wills), Ben Jackson (Michael Craze), Jamie McCrimmon (Frazer Hines)

### Trama
Dopo un brusco atterraggio sulla Luna nel 2070, il gruppo si ritrova vicino ad una base lunare. Accolti all'interno di essa, scoprono che le persone al suo interno iniziano a soffrire di un male sconosciuto che causa alte febbri e delirio. Il Dottore capisce che i suoi vecchi nemici, i Ciberniani, stanno sorvegliando la base e stanno rubando i corpi dei pazienti. Il leader della base lunare dà al Dottore un ultimatum di 24 ore per scoprire la causa del virus, altrimenti sarà costretto a lasciare la Luna.

## The Macra Terror
- Diretto da: John Davies
- Scritto da: Ian Stuart Black
- Dottore: Secondo Dottore (Patrick Troughton)
- Compagni di viaggio: Polly Wright (Anneke Wills), Ben Jackson (Michael Craze), Jamie McCrimmon (Frazer Hines)

### Trama
Il Dottore ed i suoi compagni giungono su un pianeta, futura colonna terrestre. Là scoprono che i suoi abitanti sono minacciati dalla razza aliena dei Macra, simile a dei giganteschi granchi.

### Curiosità
- I Macra ricompaiono, seppur in una loro versione devoluta, come antagonisti nell'episodio della nuova serie L'ingorgo.

## The Faceless Ones
- Diretto da: Gerry Mill
- Scritto da: David Ellis, Malcom Hulke
- Dottore: Secondo Dottore (Patrick Troughton)
- Compagni di viaggio: Polly Wright (Anneke Wills), Ben Jackson (Michael Craze), Jamie McCrimmon (Frazer Hines)

### Trama
Dopo che il TARDIS atterra all'aeroporto di Gatwick, Polly è testimone di un misterioso omicidio. Toccherà al Dottore smascherare gli alieni che hanno preso le sembianze di alcuni passeggeri.
Alla fine del serial, Ben e Polly scoprono di trovarsi nel 20 giugno 1966, lo stesso giorno in cui hanno iniziato a viaggiare a bordo del TARDIS, e decidono di lasciare il Dottore e Jamie.

## The Evil of the Daleks
- Diretto da: Derek Martinus
- Scritto da: David Whitaker
- Dottore: Secondo Dottore (Patrick Troughton)
- Compagni di viaggio: Jamie McCrimmon (Frazer Hines), Victoria Waterfield (Deborah Watling)

### Trama
Tentando di recuperare il TARDIS, rubato al termine del precedente episodio, il Dottore e Jamie vengono trasportati indietro nel tempo, finendo nel 1866. Là scoprono che il responsabile è Waterfield, uno scienziato che era riuscito a costruire una macchina del tempo, da cui erano arrivati alcuni Dalek, che avevano preso in ostaggio la figlia Victoria, affinché lo scienziato attirasse fin lì il Dottore. I Dalek hanno attirato il Dottore lì perché hanno bisogno di lui per riuscire a distillare il "fattore umano", le inaspettate qualità che permettevano agli umani di avere la meglio contro i Dalek. Dopo essere stato accompagnato su Skaro, il pianeta dei Dalek, da tre Dalek, divenuti "umani", il Dottore apprende il vero piano degli alieni, rivelato dall'Imperatore Dalek stesso: il riuscire a distillare di conseguenza il "fattore Dalek", che avrebbe permesso a questi ultimi di prevalere sugli umani una volta per tutte. Dopo uno scontro tra i Dalek "umani" e Dalek "puri", nella fuga, il Dottore viene salvato da Waterfield, che, in punto di morte, fa promettere al Dottore che si prenderà cura della figlia, che viene accolta da Jamie nel TARDIS.
L'avventura si conclude con la capitale di Skaro in fiamme, poiché sconvolta da una guerra civile tra Dalek "umani" e Dalek "puri", e con il Dottore che annuncia "la fine dei Dalek".